# Aarik Wilson
Aarik Wilson (ur. 25 października 1982) – amerykański trójskoczek. 
Startuje w skoku w dal oraz trójskoku i to w drugiej z tych konkurencji osiąga większe sukcesy :
- w 2007 na Mistrzostwach Świata w Lekkoatletyce rozegranych w Osace zajął 5. miejsce w finale konkurencji
- 2. miejsce w Światowym Finale IAAF (Stuttgart 2007) - przegrał ze swoim rodakiem Walterem Davisem o 1 cm.
- zwyciężył w amerykańskich kwalifikacjach olimpijskich, co zaowocowało występem podczas Igrzysk Olimpijskich  w Pekinie (2008), gdzie jednak odpadł w kwalifikacjach zajmując dopiero 33. lokatę.

## Rekordy życiowe
- skok w dal (stadion) - 8.11 (2008)
- trójskok (stadion) - 17.58 (2007)
- skok w dal (hala) - 8.17 (2005)
- trójskok (hala) - 17.28 (2007)